# De Blob 2
De Blob 2 är ett plattforms/pusselspel och uppföljaren till spelet De Blob från 2008. Som sin föregångare är "De Blob 2" utvecklat för hemmakonsoler av Blue Tongue Entertainment och publicerat av THQ, denna gång i samverkan med tv-kanalen Syfy. Till skillnad från de Blob så släpptes de Blob 2 också för andra konsoler än Wii.